# 1763 Вилијамс
1763 Williams је астероид главног астероидног појаса са средњом удаљеношћу од Сунца која износи 2,189 астрономских јединица (АЈ).
Апсолутна магнитуда астероида је 12,6.